# 神鍋高原

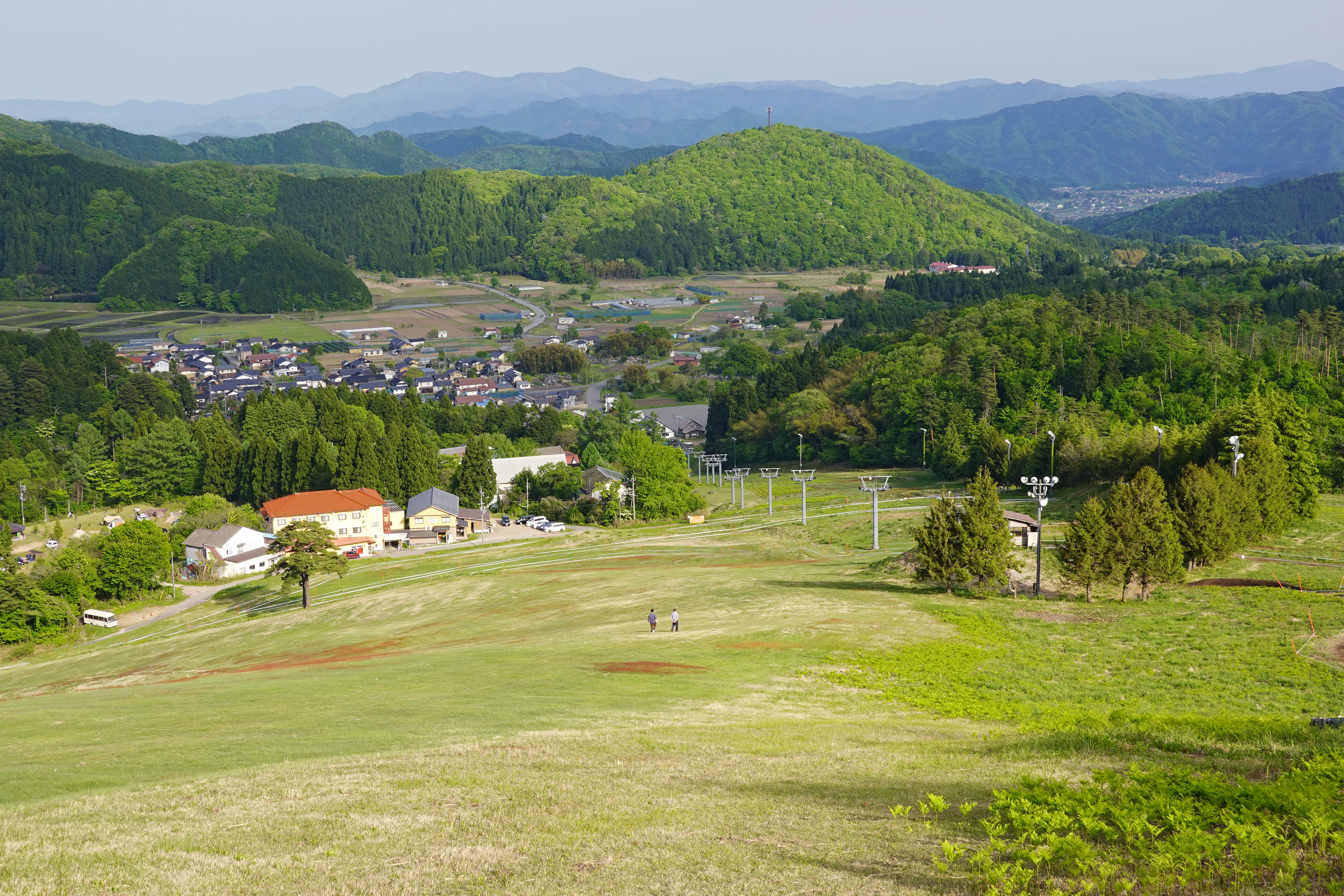
神鍋山中腹から東を眺む

神鍋高原（かんなべこうげん）は、兵庫県豊岡市日高町にある高原。山陰海岸ジオパークおよび氷ノ山後山那岐山国定公園の区域に指定されている。
約2万年前の火山活動でできたスコリア丘である神鍋山（標高469m）玄武岩質の溶岩流からなる。神鍋山山頂には周囲約750m、深さ約40mの火口が残っており、また周辺には火山活動により生成された風穴が多数ある。北西隣の大机山、南東の太田山、ブリ山、清滝山といった単成火山とともに神鍋火山群を構成する。
また神鍋山から稲葉川を下った溶岩流により形成された渓谷は「神鍋溶岩流」と称され、八反滝から十戸滝までの3km余りの間は30以上の滝や淵が続く変化に富んだ渓相となっている。

## 高原リゾートの歴史

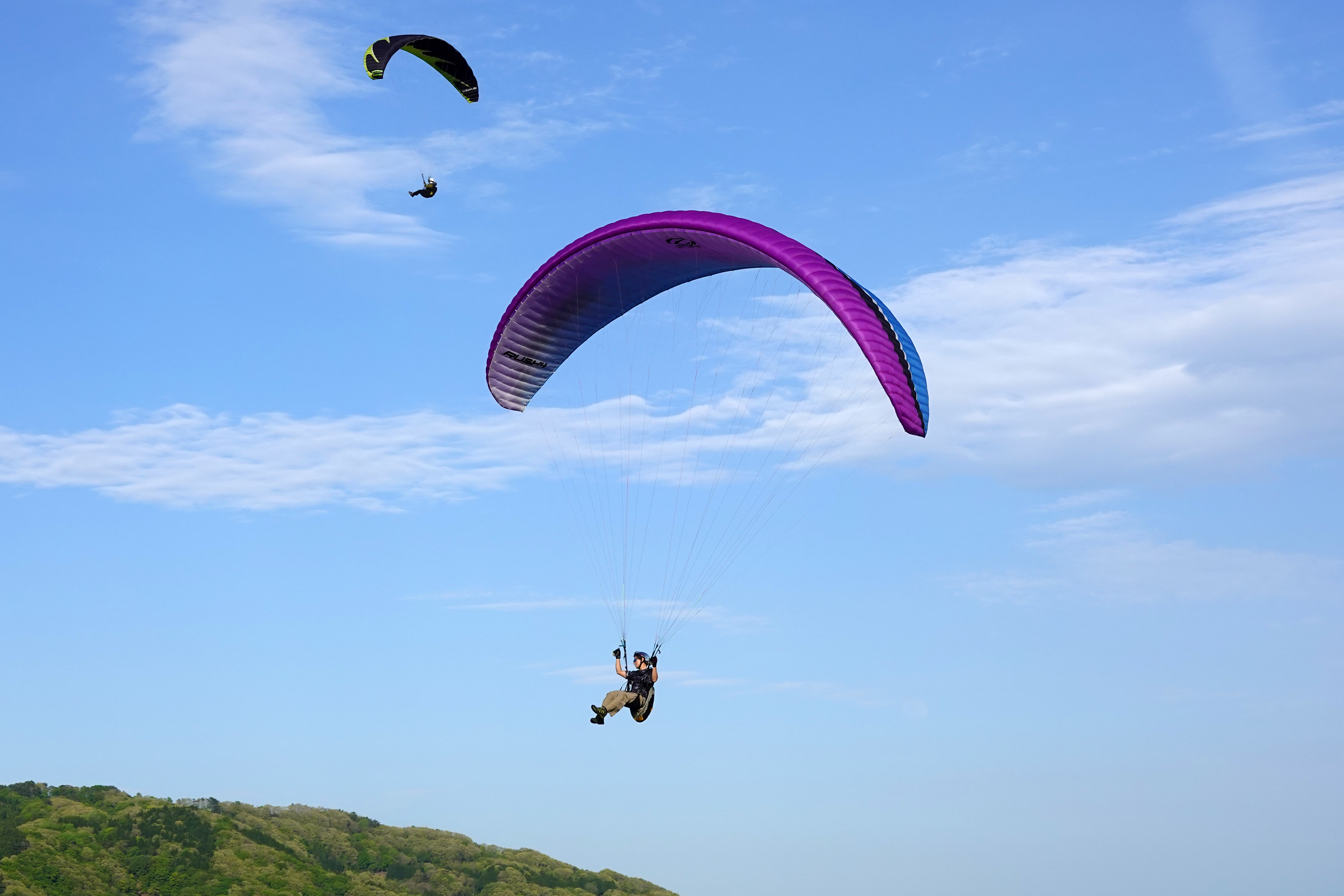
パラグライダー

神鍋高原スキー場の歴史は古く、大正時代に開かれた。2011年現在、アップかんなべスキー場、奥神鍋スキー場、万場スキー場の3つのスキー場がある。関西きっての名門スキー場であり、1957年（昭和32年）、1965年（昭和40年）に冬季国体のスキー競技会場となった。ただし、全山共通のリフト券は用意されているものの、奥神鍋スキー場と万場スキー場は隣接しているが、アップかんなべスキー場は離れており、志賀高原などのように高原全体が一体化したスキーエリアとはなっていない。
1980年頃から、スキー・スノーボード以外にもパラグライダー、ゴルフ、テニス、マウンテンバイクなどのアウトドアスポーツが楽しめるオールシーズン対応のレクリエーションエリアに変化している。夏休みには部活動やサークル活動での合宿先として利用されることも多い。1998年には、全天候型スポーツ施設の但馬ドームが竣工した。

## 神鍋高原の名所、施設
- 神鍋山 - 山頂の噴火口、神鍋神社、神鍋三十三ヶ所石像観音、神鍋風穴、神鍋火山断層、アカシアキャンプ場、神鍋高原スキー場、アップMTBパークin神鍋
- 神鍋溶岩流 - 世界第2位の長さの溶岩渓谷
  - 俵滝、八反滝、まぼ渓谷、瓢箪淵、釜淵、二段滝、溶岩瘤（県指定天然記念物）、畳滝、十戸滝
- 神鍋温泉
- 神鍋高原キャンプ場
- 神鍋高原ローンテニスコート
- 兵庫県立但馬ドーム
- 植村直己冒険館・植村直己記念スポーツ公園 - 神鍋高原の入口に在る冒険家植村直己の顕彰施設

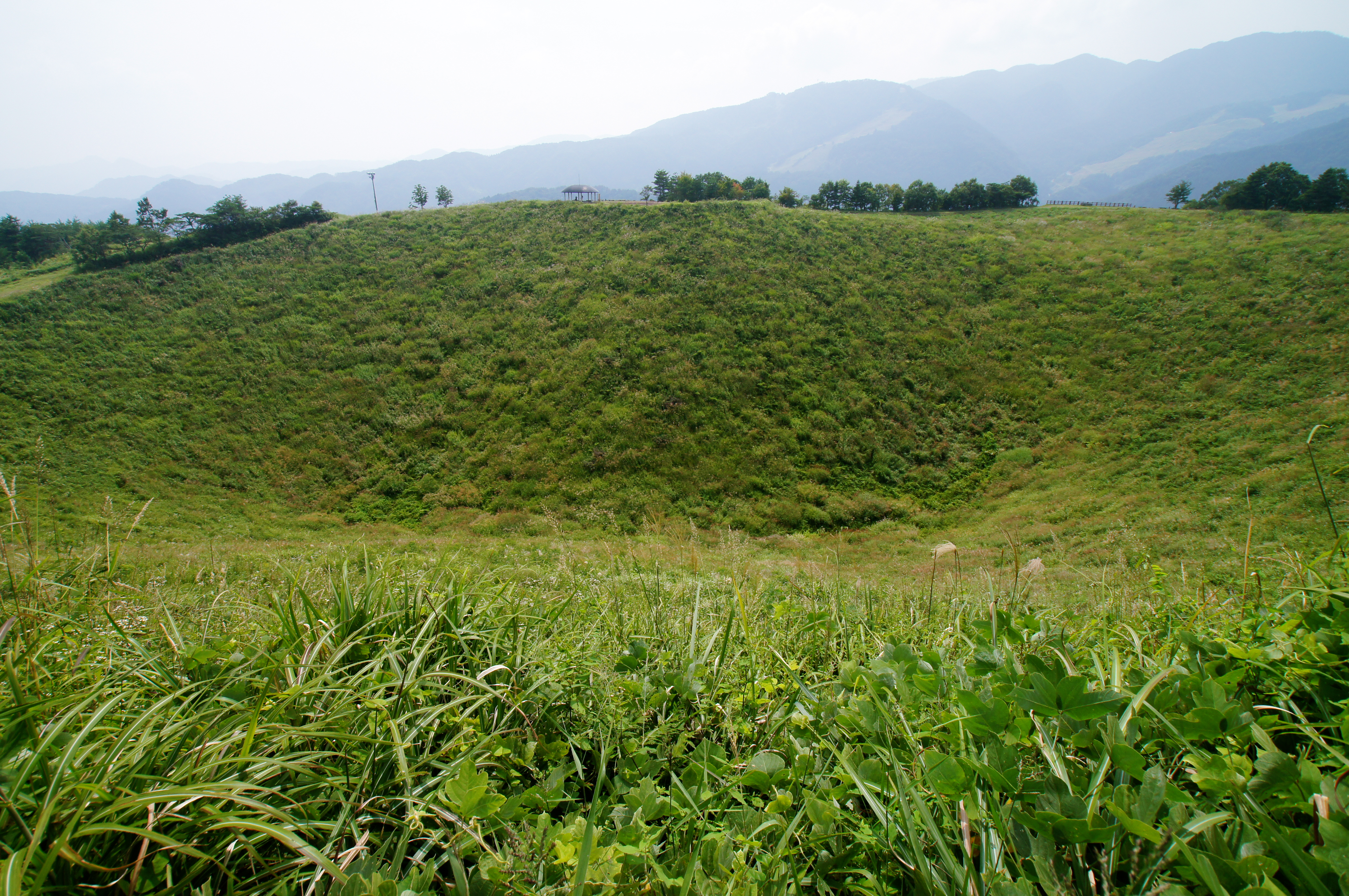
神鍋山の噴火口
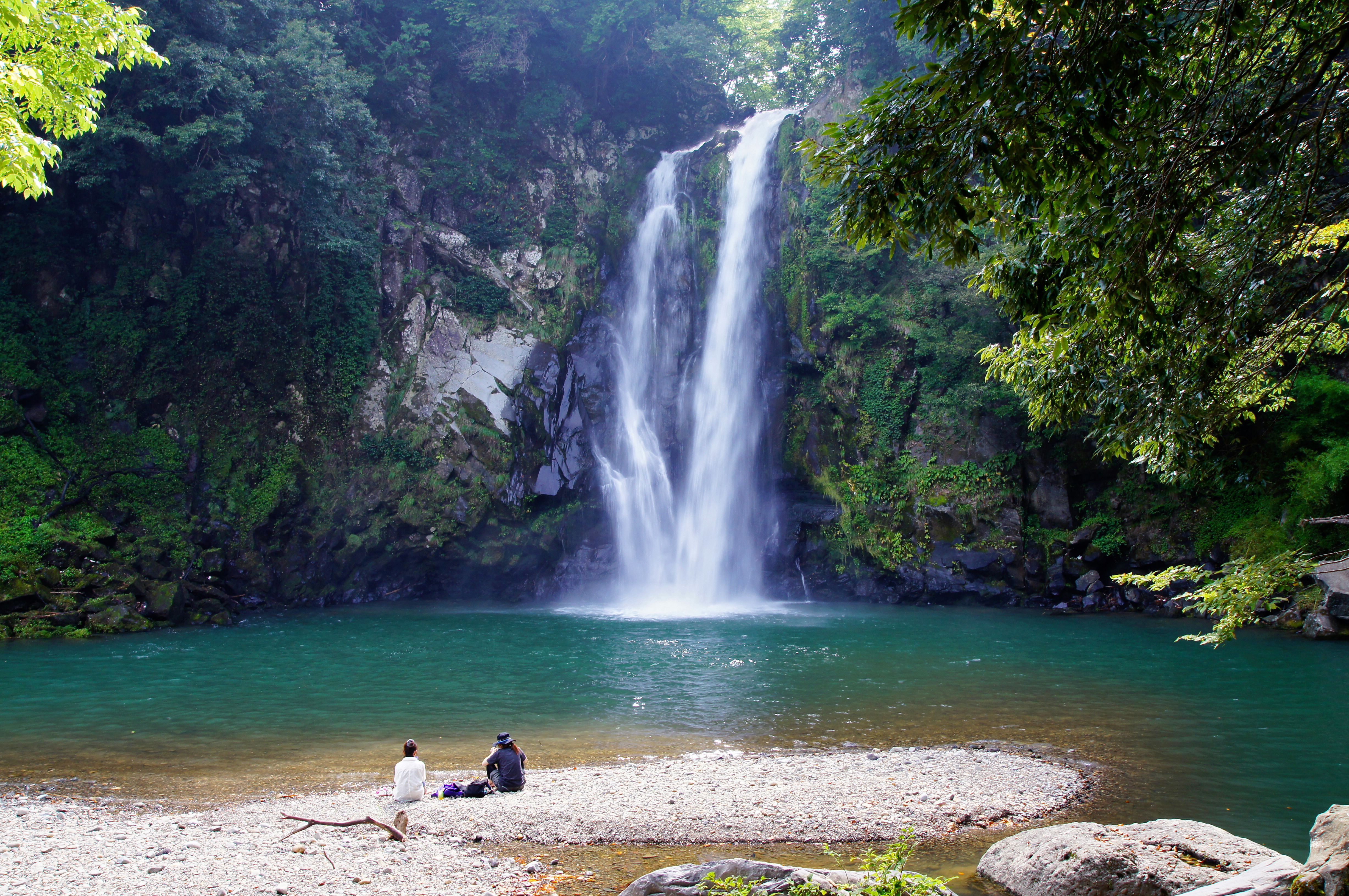
八反滝
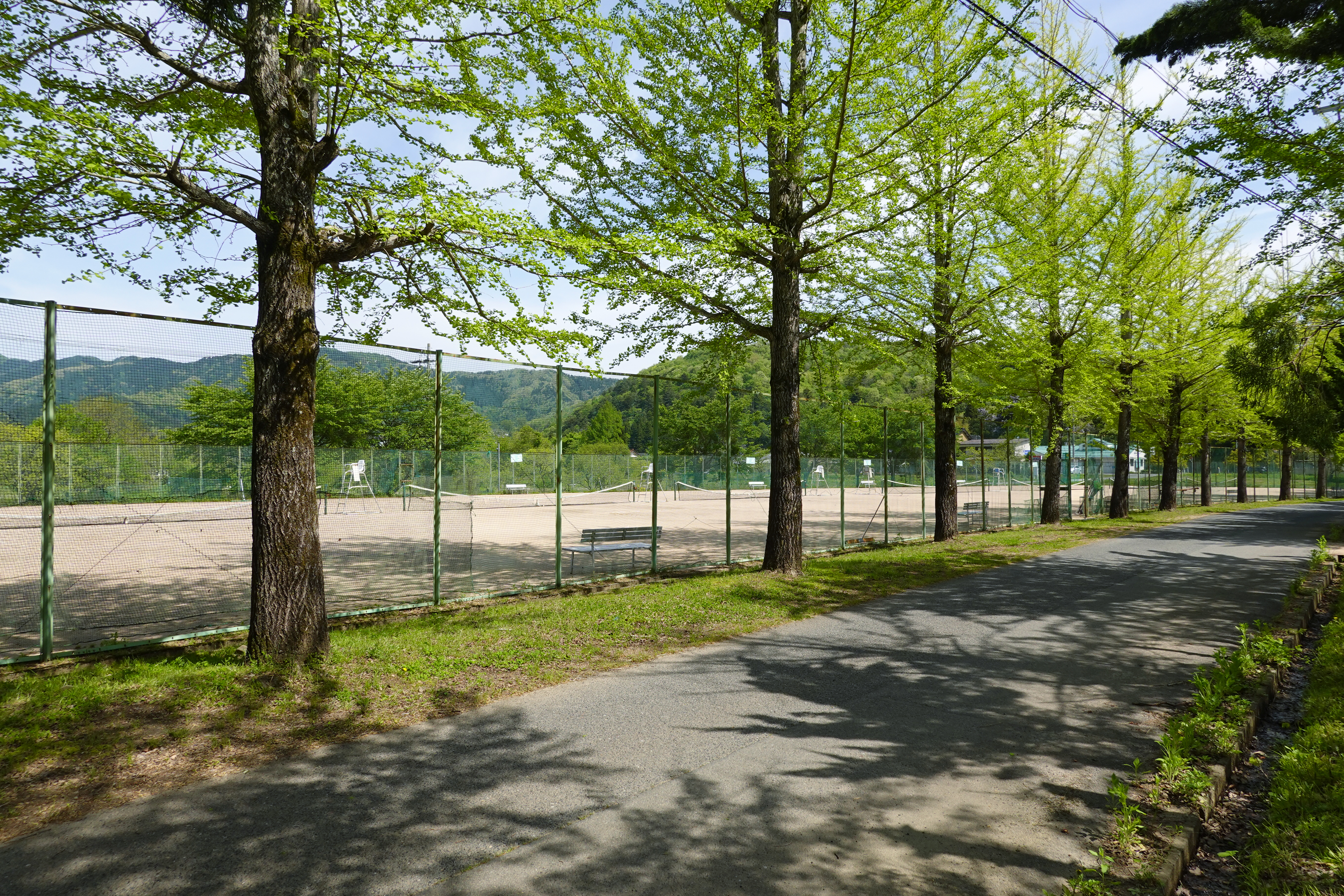
神鍋高原ローンテニスコート
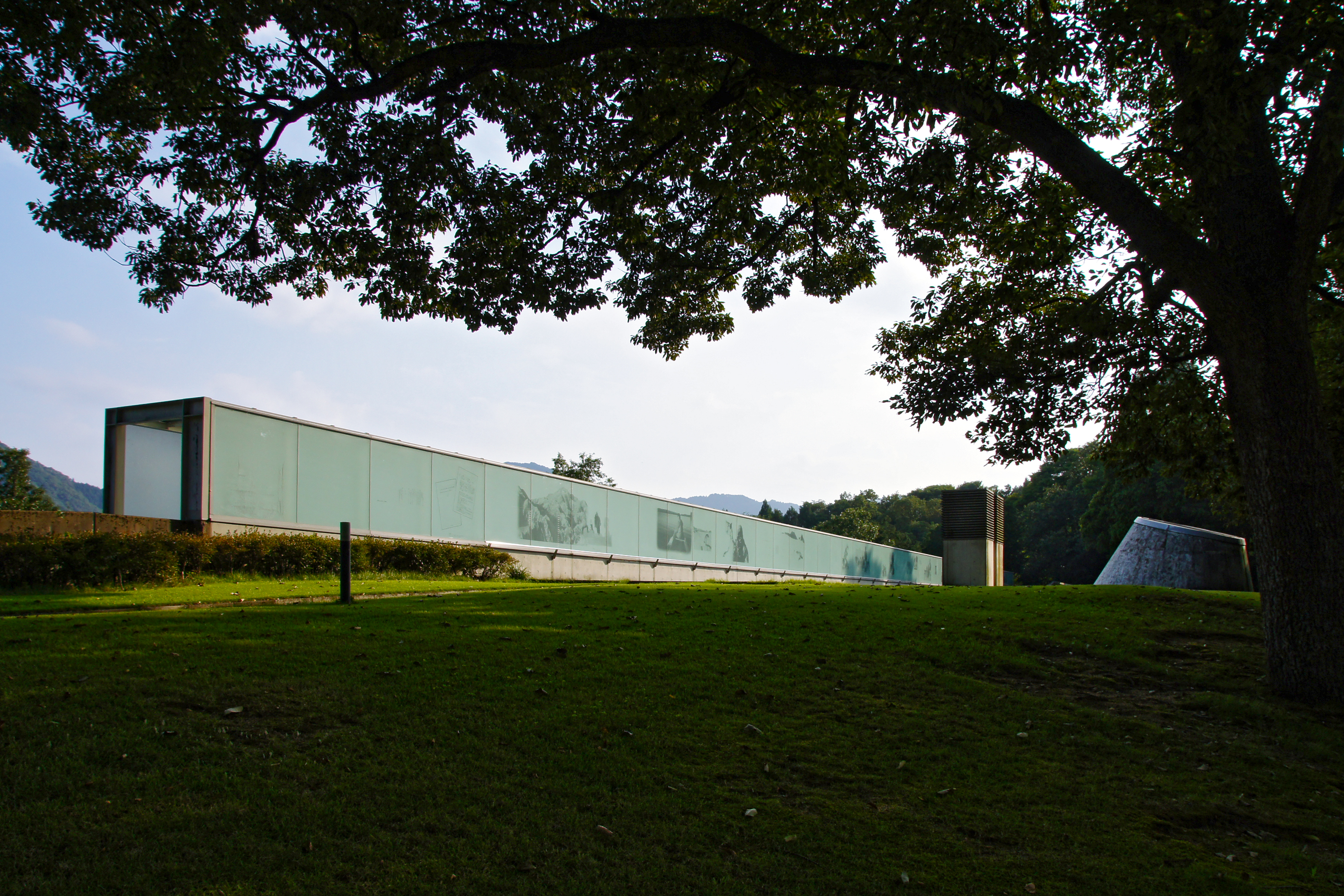
植村直己冒険館

## 主なハイキングコース
- 道の駅神鍋高原から風穴を経て神鍋山噴火口まで（往復約100分）
- 神鍋溶岩流の俵滝から十戸滝まで（約5㎞）
- ブルーリッジ森林浴コース「ブルーリッジ高原プロムナード」（往復約40分）

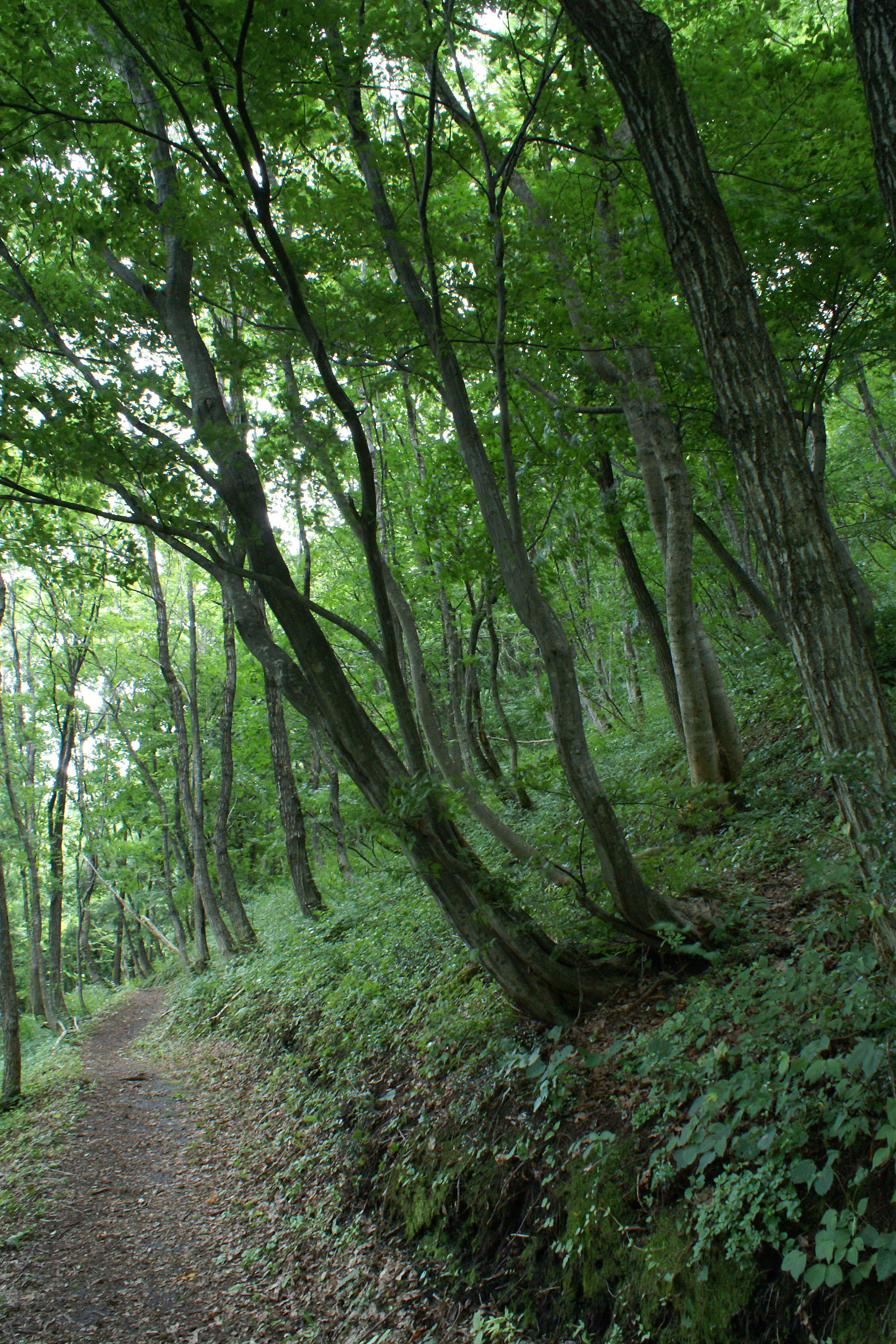
神鍋山の登山道
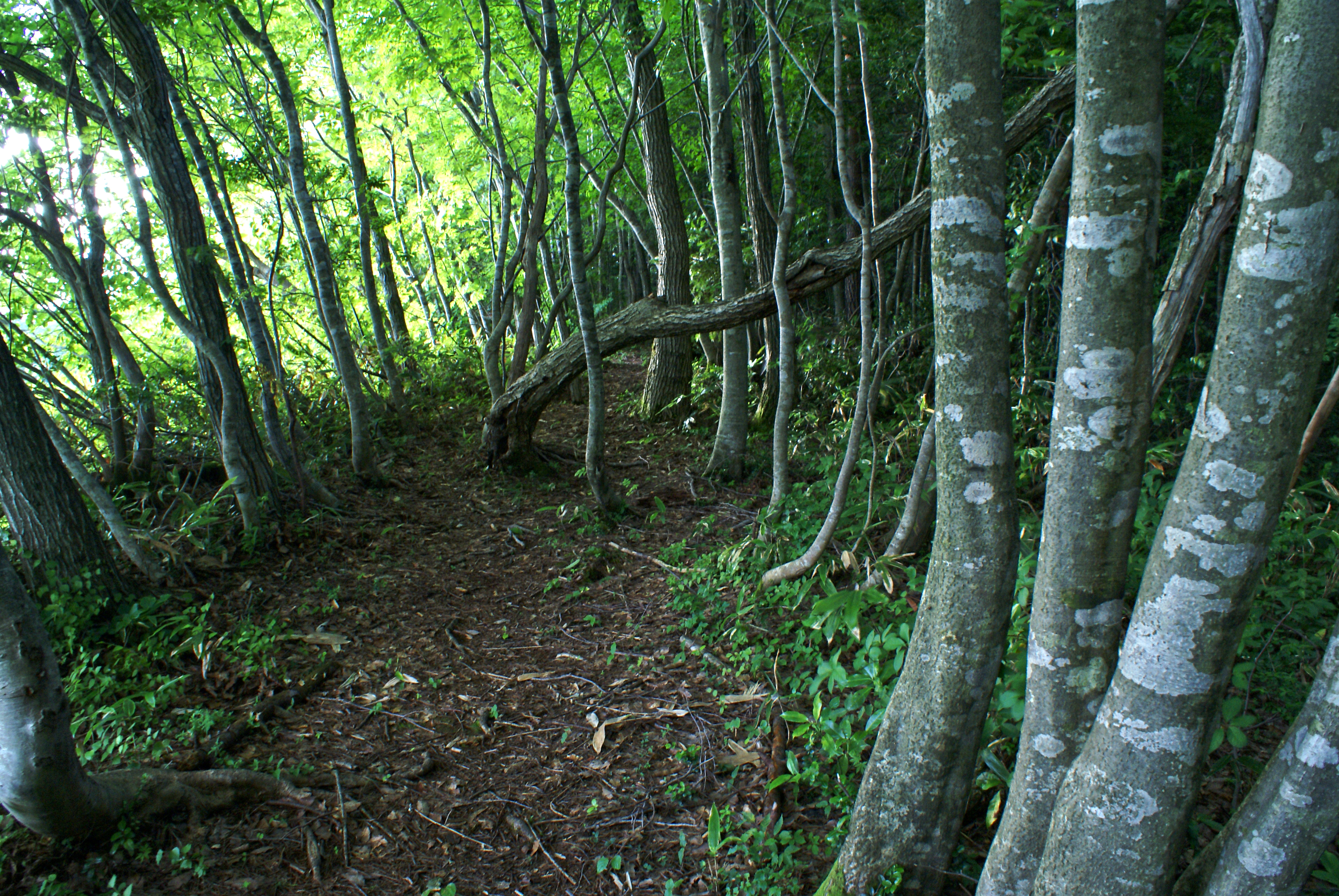
ブルーリッジ高原プロムナード

## 所在地
兵庫県豊岡市日高町栗栖野

## 交通アクセス
- JR山陰本線 江原駅から全但バスで「神鍋温泉ゆとろぎ前」または「東河内」・「万場」行きで約30分、「神鍋温泉ゆとろぎ前」下車、神鍋山登山道入口まで徒歩3分

## 周辺情報
- 神鍋渓谷 - 稲葉川の上流
- 瀞川平
- 竹野浜
- 猿尾滝